# Il mare infinito
Il mare infinito (The Infinite Sea) è un romanzo di fantascienza apocalittica per ragazzi di Rick Yancey pubblicato nel 2014 negli Stati Uniti. È il seguito de La quinta onda (The 5th Wave) e precede L'ultima stella (The Last Star).
Il mare infinito è narrato da diversi personaggi, e alla protagonista Cassie Sullivan si affiancano come personaggi principali anche Ringer e Ben Parish.

## Trama
Dopo essersi rifugiati in un hotel aspettando Evan Walker (che prima di far esplodere Camp Heaven aveva detto a Cassie che l'avrebbe ritrovata), Ringer e Ben decidono che quest'ultima dovrà andare in missione per esplorare delle grotte in Ohio che sarebbero il posto perfetto in cui passare l'inverno. Intanto Evan è stato trovato e salvato da un'altra come lui, cioè una mezza aliena. La notte in cui parte Ringer scompare anche Teacup, che la stava seguendo, e che viene colpita da un proiettile sparato proprio da lei che credeva fosse un soldato. Quando Ringer sente arrivare un elicottero militare non scappa ma aspetta che la trovi per poter salvare Teacup. La stessa notte Evan arriva all'hotel e, ferito, finisce in uno stato quasi comatoso. Dopo essere arrivata in un nuovo campo, Ringer è sottoposta ad un test. Le immettono il Dodicesimo Sistema nel corpo e Vosch, il comandante, le dà importanti informazioni sull'invasione aliena. Il Dodicesimo Sistema è proprio quel meccanismo che permetteva a Evan Walker e agli altri mezzi alieni di avere la resistenza ed i cinque sensi così potenziati. Mentre l'altro mezzo alieno incontrato da Evan arriva all'hotel, Ringer, potenziata, cerca di scappare dal campo in cui è rinchiusa con l'aiuto di Razor, un giovane che si innamorerà di lei. Uno dei ragazzi che facevano parte della squadra di Ben a Camp Heaven si fa esplodere insieme all'hotel e alla ragazza mezza aliena, riuscendo però a far salvare Evan, rimasto indietro dagli altri del gruppo che erano scappati, per combatterla. Ringer riesce a scappare, ma alla fine capisce che era tutto un imbroglio e viene rinchiusa in una fabbrica dove ha un rapporto con Razor. Alla fine di tutto Razor uccide Teacup e si fa uccidere dalle guardie di Vosch per permettere a Ringer di scappare sapendo che lui e Teacup erano le uniche cose che la tenevano ancora lì, mentre Evan, Cassie e gli altri ragazzi del gruppo si incontrano di nuovo.